# Kontokortsbedrägeri
Kontokortsbedrägeri, även kallat kortbedrägeri, är då stulna kortuppgifter som kortnummer och utgångsdatum används i brottsligt syfte för att beställa tjänster eller varor. Det enklaste, och kanske vanligaste, sättet att göra detta på är att göra beställningen via internet eller per telefon. 
Kortbedrägerier är ett av de vanligaste bedrägerierna i Sverige.
En undersökning från 2018 visade att fyra procent av de svenska internetanvändarna hade fått sina kontokortsuppgifter stulna på internet. Detta var en ökning med två procent jämfört med föregående år.

## Metoder
Bedragare kan använda sig av flera olika metoder för att stjäla sina offers kortuppgifter:
- Stjäla det fysiska kortet. Tjuven observerar då när kortägaren slår in numret i butik eller bankomat, sedan rånas offret. Kort kan också användas på nätet utan att koden är känd.
- Kortuppgifterna läses av trådlöst medan kortet fortfarande ligger i offrets plånbok. Metoden kräver en NFC-läsare som många mobiltelefoner idag har inbyggt. Se Skimning.
- Montering av en dold extra kortläsare på bankomater eller kassaterminaler. Se Skimning.
- Falsk webbplats som lockar kunder att lämna sina kortuppgifter. Se Nätfiske.
- Bluff-SMS eller bluffmejl
- Samtalsfiske
- Falska annonser
- Falska webbutiker

Stulna kort, eller kort som används vid bedrägerier, bör spärras snabbt av kortinnehavaren. Normalt tillhandahåller kortutgivaren ett telefonnummer som är kostnadsfritt att ringa dygnet runt för att spärra kortet. I Sverige krävs även PIN-kod eller Id-kort i butik åtminstone för belopp över 200 kr. Offret bör även anmäla bedrägeriet till polisen.
Kontokortsbedrägerier sker därför främst genom beställning av tjänster och varor på internet. Brottsförebyggande rådet klassificerar den här typen av bedrägeri som Datorbedrägeri.
För att undvika kontokortsbedrägerier uppmanas internetanvändare som inte handlar så ofta på internet att sitt  betalkort låst för internetköp och endast låsa upp det via Internetbank när man ska handla. En annan rekommendation är att ha ett separat kort för internetköp samt att inte ha för mycket pengar på kortet som används vid internetbetalningar. Internetanvändare uppmanas visare att inte spara sina kortuppgifter hos nätbutiker eller i webbläsaren då det minskar risken för att kortnummer ska läcka till obehöriga.